# Septimiu Bujor Tatu
Septimiu Bujor Tatu (n. 14 august 1937) a fost un deputat român în legislatura 1990-1992 începând de la data de 9 octombrie 1990, ales în județul Sibiu pe listele partidului FSN. Deputatul Septimiu Bujor Tatu l-a înlocuit pe deputatul Romeo-Marius Trifu, care a demisionat. În cadrul activității sale parlamentare, Septimiu Bujor Tatu a fost membru în grupurile parlamentare de prietenie cu Republica Bulgaria, Republica Populară Chineză, Republica Polonă, Republica Argentina și Canada. 